# فيلي آدامز (لاعب كرة قاعدة)
فيلي آدامز (بالإنجليزية: Willie Adams)‏ هو لاعب كرة قاعدة أمريكي، ولد في 8 أكتوبر 1972 في غالوب في الولايات المتحدة.

## وصلات خارجية
- ويليام آدامز على موقع دوري كرة القاعدة الرئيسي (الإنجليزية)
- ويليام آدامز على موقعبيزبول رفرنس.كوم (الدوري الرئيسي) (الإنجليزية)
- ويليام آدامز على موقعبيزبول رفرنس.كوم (الدوري الثانوي) (الإنجليزية)
- ويليام آدامز على موقع أوليمبيديا (الإنجليزية)